# دهنه، یغناب
دهنه (تاجیکستان) (به لاتین: Dahana, Yaghnob) یک منطقهٔ مسکونی در تاجیکستان است که در ولایت سغد واقع شده‌است.

## خصوصیات
دهنه ۰ نفر جمعیت دارد و ۲٬۵۹۲ متر بالاتر از سطح دریا واقع شده‌است.